# Giacomo Antonio Boni

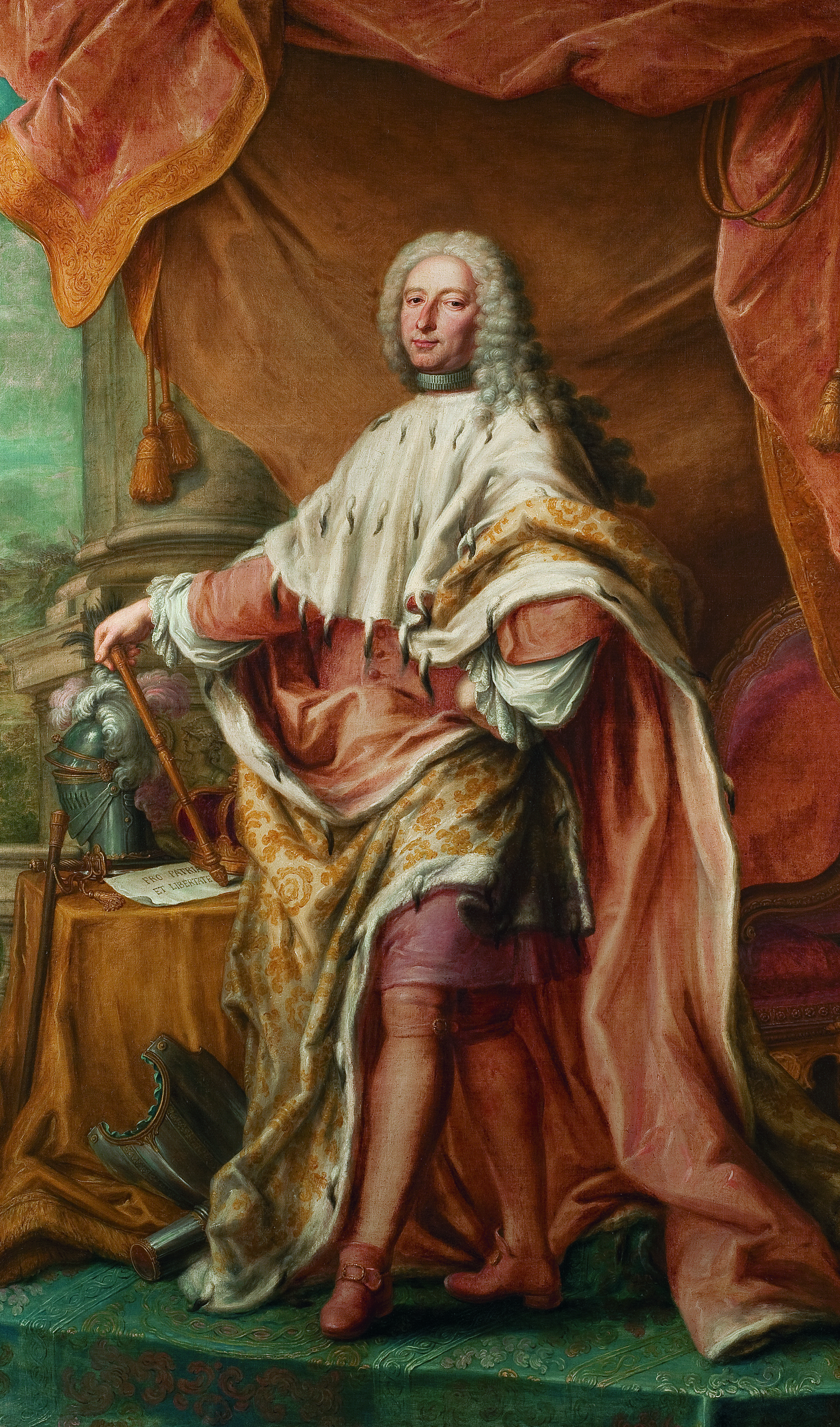
Ritratto del Doge Gio Francesco brignole Sale

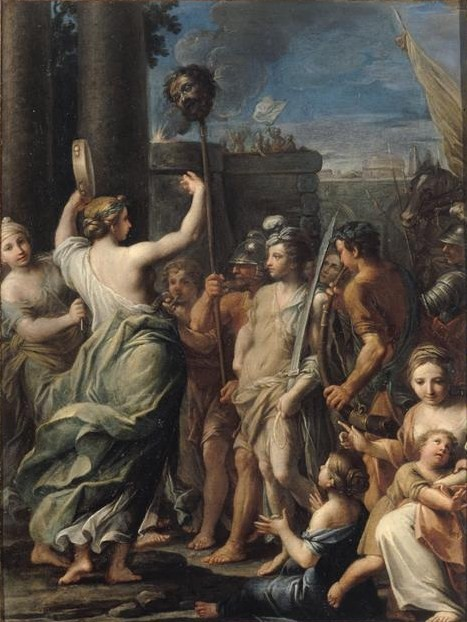
Trionfo di David, Museo Fesch

Giacomo Boni (Bologna, 28 aprile 1688 – Genova, 7 gennaio 1766) è stato un pittore italiano.

## Biografia
Conosciuto anche come Jacopo Antonio Boni, o con le varianti al cognome Bono, del Bono, Bona o Buoni, nacque a Bologna il 28 aprile 1688. Fu discepolo di Marcantonio Franceschini, con il quale nel 1713 lavorò a Genova alla decorazione della chiesa di San Filippo Neri e in seguito a Bologna e a Parma.

Boni ritornò più volte a Genova nel corso della sua vita e vi eseguì numerosi lavori, tanto che di lui Luigi Crespi scrisse che nella città "non è palazzo, né chiesa, né monastero, né casa in cui non veggansi opere sue: e tutte plausibili e lodevoli".

## Opere
Tra le numerose sue opere è possibile citare
- Affresco delle due Virtù che sorreggono lo stemma sull'arco di ingresso al presbiterio nella chiesa di San Filippo Neri a Genova[1]
- Affreschi nelle sale del Palazzo Durazzo-Pallavicini a Genova[1]
- Affreschi sopra le porte nella Sala dell'Alcova a Palazzo Rosso a Genova (tra il 1737 e il 1739)
- Ritratto del doge Gio Francesco II Brignole Sale conservato a Palazzo Rosso[2]
- Ritratto del "Beato Alessandro Sauli" (1745) nella chiesa di San Bartolomeo degli Armeni a Genova[3]
- Dipinti nella chiesa di San Vincenzo de Paoli in Via Fassolo a Genova[4]
- Affresco raffigurante Giove e la capra Amaltea a Palazzo Podestà in Via Garibaldi a Genova[1]
- Affreschi a Palazzo Ottavio Imperiale, al tempo conosciuto come Palazzo De Mari, in Campetto a Genova[1][5]
- Affreschi nella Certosa di via Mantova (1720-21, attribuiti) e nella chiesa di San Giovanni Evangelista a Parma
- Transito di San Giuseppe (1724), dipinto nella chiesa di San Quintino a Parma
- Affreschi con l'Assunta della cupola nella chiesa del santuario della Madonna della Costa a Sanremo
- Volta nella Chiesa di San Giovanni Battista dei Celestini a Bologna.[6]